# Saint-Mard-sur-Auve
Saint-Mard-sur-Auve é uma comuna francesa na região administrativa do Grande Leste, no departamento de Marne. Estende-se por uma área de 10.1 km², e possui 63 habitantes, segundo o censo de 2018, com uma densidade de 6.2 hab/km².